# Lanzerotto Malocello
Lanzerotto Malocello – włoski niszczyciel z okresu międzywojennego i II wojny światowej typu Navigatori. Nosił znak burtowy: MO. Walczył podczas wojny na Morzu Śródziemnym. Został zatopiony 24 marca 1943 roku na minie.
Uzbrojenie główne stanowiło 6 armat kalibru 120 mm i 6 wyrzutni torped. Wyporność standardowa wynosiła początkowo 1900 ton, a ostatecznie 2125 ton. Napęd stanowiły turbiny parowe.

## Budowa
„Lanzerotto Malocello” należał do dwunastu włoskich wielkich niszczycieli (liderów) typu Navigatori, nazwanego tak z powodu noszenia przez okręty imion włoskich żeglarzy. Zostały one zaprojektowane jako okręty o silnym uzbrojeniu artyleryjskim i wysokiej prędkości, aby przeciwstawić się wielkim niszczycielom francuskim. Zamówienie zostało złożone w 1926 roku. „Lanzerotto Malocello” był zbudowany w stoczni Ansaldo w Sestri Ponente (część Genui), razem z niszczycielem „Luca Tarigo”. Wszystkie okręty zostały wciągnięte na listę floty dekretem królewskim z 23 czerwca 1927 roku, klasyfikowane wówczas jako niszczyciele, a 19 lipca 1929 roku przeklasyfikowano je na „zwiadowców” (wł. esploratori). 5 września 1938 okręty typu Navigatori przeklasyfikowano oficjalnie z powrotem na niszczyciele.
Stępkę pod budowę „Lanzerotto Malocello” położono 5 października 1926 roku (według innych źródeł 30 sierpnia 1927 roku). Otrzymał imię na cześć XIII/XIV-wiecznego żeglarza Lanzerotto Malocello. Wodowano go 14 marca 1929 roku. Do służby został wcielony 16 listopada 1929 roku. Po ponownym przeklasyfikowaniu na niszczyciel otrzymał znak burtowy: MC, od skrótu nazwy (Malocello), zmieniony następnie na MO.

## Opis konstrukcji

### Skrócony opis ogólny
Niszczyciele typu Navigatori miały stalowy kadłub z podwyższonym pokładem dziobowym. Sylwetka okrętów wyróżniała się dwoma szeroko rozstawionymi pochylonymi kominami, na skutek zastosowania naprzemiennego układu przedziałów siłowni. Wyporność standardowa pierwotnie wynosiła 1900 ton, a pełna 2599 ton. Długość całkowita pierwotnie wynosiła 107,28 m, szerokość 10,2 m, a zanurzenie 4,35 m przy wyporności pełnej. W 1940 roku okręt został poddany modernizacji (drugiej) w celu polepszenia stateczności, jak większość niszczycieli tego typu. Wyporność standardowa okrętów po modernizacji wynosiła 2125 ton, a pełna 2880 ton. Długość kadłuba wzrosła do 108,9 m, a szerokość do 11,2 m.
Załoga etatowo składała się początkowo ze 173 osób, w tym 9 oficerów, a do początku II wojny światowej wzrosła do 224 osób, w tym 12 oficerów.
„Lanzerotto Malocello” był napędzany przez dwa zespoły turbin parowych z przekładniami, poruszające dwie trzyłopatowe śruby o średnicy 3,4 m. Tak jak połowa okrętów tego typu został wyposażony w turbiny akcyjno-reakcyjne Parsonsa oraz typowe dla nich cztery kotły wodnorurkowe Odero, o ciśnieniu roboczym 22 atmosfer. Moc projektowa wynosiła 55 000 KM. Projektowa prędkość maksymalna wynosiła 38 węzłów. Typowo okręty tego typu rozwijały podczas służby prędkość 33–36 węzłów. Po drugiej modernizacji prędkość okrętów spadła natomiast do 28 węzłów przy pełnej wyporności.
Zapas paliwa po pierwszej modernizacji został ograniczony do 460 ton. Po drugiej modernizacji zwiększono normalny zapas do 560 ton, a pełny do 680 ton. Zasięg po modernizacji wzrósł do 5000 mil przy prędkości 18 węzłów lub 1200 mil przy 28 węzłach.

### Uzbrojenie i jego zmiany
Główną artylerię stanowiło sześć armat kalibru 120 mm Ansaldo model 1926 o długości lufy 50 kalibrów (L/50) umieszczonych na trzech dwudziałowych podstawach. Podwójne stanowiska dział z maskami ochronnymi umieszczone były: na pokładzie dziobowym i na niskich nadbudówkach przed drugim kominem i na rufie. Kąt podniesienia lufy wynosił od -10° do +45° i umożliwiał też strzelanie amunicją rozpryskową do nisko lecących samolotów. Działa strzelały pociskami o masie 23,15 kg z prędkością początkową 920 m/s na odległość do 19 600 m. Amunicja była łuskowa rozdzielnego ładowania. Szybkostrzelność wynosiła do 6–7 strzałów/min, lecz na dłuższą metę była ograniczona do czterech salw przez możliwości systemu podawania amunicji. Zapas amunicji wynosił etatowo 1200 pocisków bojowych (408 przeciwpancernych, 672 burzące i 120 zapalających) oraz 100 oświetlających – przy czym można było zabrać do komór 250 pocisków więcej.
Uzbrojenie przeciwlotnicze początkowo stanowiły dwa działka automatyczne kalibru 40 mm Vickers-Terni model 1917 o długości lufy L/39, umieszczone na burtach na tylnych końcach pokładu dziobowego. Ich zapas amunicji wynosił 3000 nabojów. Uzupełniały je dwa podwójnie sprzężone karabiny maszynowe kalibru 13,2 mm Breda na mostku. W latach 1933–34 montowano dwa dalsze podwójnie sprzężone km-y na platformie za drugim kominem. Dla karabinów maszynowych przewidywano początkowo 3000 nabojów. Pod koniec 1941 roku mało skuteczne działka kalibru 40 mm i karabiny maszynowe zamieniono na siedem działek automatycznych kalibru 20 mm z 2400 nabojów na lufę. Pod koniec 1942 roku na miejscu rufowego aparatu torpedowego dodano platformę z dwoma działkami przeciwlotniczymi kalibru 37 mm Breda model 1939 z zapasem 3060 nabojów.
Uzbrojenie torpedowe stanowiło pierwotnie sześć wyrzutni torpedowych kalibru 533 mm w dwóch potrójnych aparatach torpedowych. Z uwagi jednak na ograniczoną dostępność nowych torped, w środkowych wyrzutniach stosowano wkładki kalibru 450 mm i etatowy zapas obejmował początkowo cztery torpedy kalibru 533 mm i dwie kalibru 450 mm. Już w latach 1932–33 środkowe wyrzutnie jednak zdemontowano, pozostawiając cztery wyrzutnie torped. Pod koniec 1942 roku zdjęto rufowy aparat torpedowy w celu wzmocnienia uzbrojenia przeciwlotniczego.
Okręty początkowo przenosiły po 14 bomb głębinowych na dwóch zrzutniach na rufie, w tym cztery duże bomby o masie 100 kg i 10 małych o masie 50 kg. Podczas II wojny światowej stosowano także niemieckie bomby głębinowe oraz montowano na okrętach tego typu dwa lub cztery miotacze bomb głębinowych i  zwiększano ich zapas. W 1931 roku okręty otrzymały holowane torpedy przeciw okrętom podwodnym Ginocchio model 1927/46T, wodowane za pomocą żurawika w części rufowej. „Lanzerotto Malocelloo” jak prawie wszystkie okręty typu Navigatori był wyposażony w tory minowe na pokładzie, na których można było zabierać do 56 min kotwicznych. W 1941 roku tory minowe wydłużono i można było zabierać od 86 do 104 min zależnie od typu.

### Wyposażenie
Po pierwszej modernizacji w 1930 roku „Lanzerotto Malocello” na dachu nadbudówki dziobowej miał standardowy dla okrętów tego typu dalocelownik z dwoma dalmierzami optycznymi o bazie 3 m. Na platformie przed masztem znajdował się inklinometr służący do oceny kąta kursowego celu. Trzeci 3-metrowy dalmierz, rezerwowy dla artylerii oraz służący do strzelań torpedowych, był w zakrytej wieży na platformie nadbudówki za kominem rufowym.
Okręty miały dwa reflektory na skrzydłach mostka. W skład wyposażenia wchodziła aparatura do stawiania zasłony dymnej (czarnej albo białej) montowana w kominach. W 1940 roku okręty wyposażono w trały kontaktowe na rufie, o szerokości trałowania 200 m. Jako jedyny z okrętów, „Lanzerotto Malocello” został w styczniu 1943 roku wyposażony w radar z anteną materacową o rozmiarach 2×4 m, oznaczony przez Włochów jako DeTe – niemieckiego modelu FuMO-21 lub według innych autorów, FuMO-24/40G. Otrzymał również w lutym 1943 roku stację hydrolokacyjną.

## Służba
Do służby wszedł 18 stycznia 1930. Od stycznia do marca 1940 przeszedł modernizację, następnie wszedł w skład 14. flotylli niszczycieli. Podczas wojny uczestniczył w licznych operacjach osłony konwojów i minowania. 15 czerwca 1942 w składzie 7 dywizjonu krążowników, uczestniczył w akcji przeciw brytyjskiemu konwojowi operacji Harpoon. Razem z niszczycielem "Vivaldi" zaatakował brytyjskie niszczyciele eskorty konwoju i walczył z nimi, po czym osłaniał uszkodzonego "Vivaldi". Podczas remontu od sierpnia 1942 do stycznia 1943, na okręcie zamontowano niemiecki radar FuMO-26 i stację hydrolokacyjną. Na początku 1943 okręt uczestniczył w ewakuacji niemieckich wojsk z Tunezji. Rano 24 marca 1943 "Malocello" wszedł na minę postawioną przez brytyjski stawiacz min HMS "Abdiel" 28 mil na północ od przylądka Bon i zatonął. Na minach zatonął również niszczyciel "Ascari", próbujący podjąć akcję ratowniczą, oba okręty poniosły duże straty w załodze i transportowanych żołnierzach. "Malocello" podczas wojny przeszedł 61 709 mil morskich w 149 operacjach.